# 拓跋推寅
拓跋推寅，北魏追尊的第六位始祖。為索頭部鮮卑族領袖，在位期間不詳，北魏道武帝拓跋珪稱帝時，追諡其為宣皇帝。
《魏書·序記》記載其在位期間，鮮卑族南遷大澤（可能在今天的呼倫湖一帶），並使鮮卑部族由狩獵走向游牧生活，並復置四部大人，改善部落的規則。